# Achias gressitti
Achias gressitti är en tvåvingeart som beskrevs av Mcalpine 1994. Achias gressitti ingår i släktet Achias och familjen bredmunsflugor.
Artens utbredningsområde är Irian Jaya. Inga underarter finns listade i Catalogue of Life.